# Киши Байсерке
Киши Байсерке (каз. Кіші Байсерке, до 1999 г. — Свердлово) — село в Талгарском районе Алматинской области Казахстана. Входит в состав Гульдалинского сельского округа. Код КАТО — 196249500.

## Население
В 1999 году население села составляло 816 человек (413 мужчин и 403 женщины). По данным переписи 2009 года, в селе проживало 1130 человек (555 мужчин и 575 женщин).